# Type 89 (cannone)
Il Type 89 era il principale cannone delle unità di artiglieria pesante dell'Esercito imperiale giapponese durante la seconda guerra sino-giapponese e la seconda guerra mondiale. Fu impiegato largamente dall'incidente di Mukden fino alla fine della guerra del Pacifico, per esempio dalla battaglia di Khalkhin Gol a quella di Bataan, dalla battaglia di Corregidor alla difesa di Okinawa. Comparabile al M1918 155 mm statunitense, aveva gittata minore ed in generale era meno efficiente dei pezzi pari calibro in servizio nelle altre nazioni della seconda guerra mondiale. Il nome era dovuto all'anno di adozione da parte dell'Esercito imperiale giapponese, anno imperiale 2589, corrispondente al 1929 del calendario gregoriano.

## Tecnica
L'affusto era del tipo a code divaricabili, con vomeri mobili. I manovellismi di elevazione erano sul lato sinistro dell'affusto, mentre i comandi di elevazione e gli organi di mira panoramici erano su quello destro. L'affusto venne prodotto in due versioni, che differivano per i due equilibratori: su uno erano a molla e sull'altro idraulico a molla. Le code divaricabili erano dotate di vomeri staccabili. Il sistema di rinculo variabile era del tipo idropneumatico. La bocca da fuoco montava un otturatore a vite interrotta con testa fungoide.
Per il trasporto la canna veniva trasportata su un carrello apposito; si costituivano così una vettura porta-cannone ed una vettura-affusto, che venivano trainate da un trattore d'artiglieria da 8 tonnellate.
Il cannone lanciava un proietto considerevolmente più pesante dell'obice da 150 mm ed i giapponesi erano sufficientemente soddisfatti dell'arma, tanto da dotarla nel 1930 di un affusto fisso da assedio. Tuttavia come pezzo pesante campale presentava forti limiti, soprattutto i lunghi tempi di messa in batteria (a causa del trasporto in due carichi) che lo rendevano vulnerabile al fuoco di controbatteria.